# Al Minliar al Shuja
Al Minliar al Shuja (sigma Hydrae) is een ster in het sterrenbeeld Waterslang (Hydra). De afstand van de ster met schijnbare magnitude 4,4 is 375,4 lichtjaar en de spectraalklasse K1III. 